# 小耳症
小耳症（しょうじしょう）とは、出生時に耳の形成が不完全で主に通常よりも耳が小さい状態を指す。
約6,000から10,000人に1人の確率で生まれる先天性奇形である。
確率的には、女児よりも男児の方が高く（男児:女児=2:1）、左の耳よりも右の耳の方に症状が出る確率が高い。また両方の耳が小耳症である場合もある。（右耳:左耳:両耳=5:2:2）

## 小耳症について
小耳症の耳には個人差があり一概には言えないが、耳の一部がある場合は「小耳症」、耳が完全に欠損している場合は「無耳症」とされる。耳の穴がふさがっていると（外耳道閉鎖症）聴力が低い、または、ほとんどない場合がある。大体の小耳症患者は穴がふさがっている。これに対する治療法は高度な技術を要し、死に至る可能性もあるため、小耳症の完全な治療法はまだ見つかっていない。
小耳症は耳鼻科、およびその治療は形成外科に属する。

## 小耳症の治療法
小耳症は人体表面で最も複雑といわれる耳に関するもので、形成外科では難関の問題であった。1959年に米国の形成外科医タンザー医師（Tanzer）が小耳症に関する治療論文を発表した後、タンザー法が確立、それに続く形でブレンド医師（brend）によるブレンド法が確立した。これらは自身の骨を使用する。また、その他にもシリコン耳を使用する方法もあった。1989年に永田医師（日本）による永田法の確立のち、世界では永田法による治療が主となった。しかし現在、日本では永田法と異なる方式で行うものもある。これらはタンザー法、ブレンド法など、もしくは一部を改良しているのがほとんどである。
また古代インド、ベダ時代（6～7世紀）の「ススルタ大医典」に耳たぶの修復についての記述がなされており、耳に関する治療の記載では最も古い。
その後20世紀になると、人の耳を移植したりすることもあったが、長期にわたっての維持は不可能であった。そして自らの軟骨組織を使用することに行き着き、主に肋軟骨を使用する。前述のタンザー法、ブレンド法、永田法も同じである。